# Carl Seidl

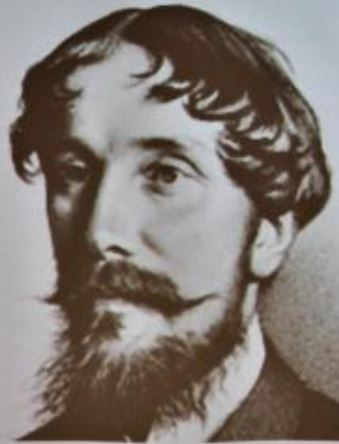
Carl Seidl

Carl Seidl (* 13. März 1858 in Mährisch Schönberg; † 10. Juni 1936 in Wien) war ein österreichischer Architekt, der vor allem an der liburnischen Riviera in der Umgebung von Opatija/Abbazia tätig war.

## Leben
Seidl war Sohn des Fabriksbesitzers Ignaz Seidl (II.). Er studierte am eidgenössischen Polytechnikum in Zürich bei Johanns Schen und Gottfried Kinkel und an der Wiener Akademie der bildenden Künste bei Theophil Hansen. Seidl beteiligte sich erfolgreich an Wettbewerben, so erhielt er beispielsweise eine Mention honorable für seinen Entwurf für das rumänische Parlament. Früh spezialisierte er sich auf den Villenbau in der durch die Österreichische Südbahngesellschaft in den 1880er-Jahren erschlossenen Region um Abbazia, wo sein Andenken heute noch hoch gehalten wird. Von ihm wurden 1903 die evangelische Christuskirche und 1906 die katholische Kirche Mariä Verkündigung in Abbazia entworfen. Es finden sich aber auch Bauten beispielsweise in seiner Heimatstadt Mährisch Schönberg sowie Lodz.
Seidl war Mitglied des Wiener Künstlerhauses sowie der Wiener Künstlergesellschaft Alte Welt. Er erhielt zahlreiche Auszeichnungen und Ehren, unter anderem die Kleine goldene Staatsmedaille für seine Villa Frappart bei Lovran. Weitere bekannte Bauten in der Region sind die Villa Ransonnet und die Villa Biedermann.